# Outside (Zoë Tauran)
Outside is een lied van de Nederlandse zangeres Zoë Tauran in samenwerking met de Nederlandse rapper Bilal Wahib. Het werd in 2023 als single uitgebracht en stond in hetzelfde jaar als eerste track op het titelloze debuutalbum van Zoë Tauran.

## Achtergrond
Outside is geschreven door Zoë Tauran, Bilal Wahib, Carlos Vrolijk, Brahim Fouradi en Jonathan Maridjan en geproduceerd door Project Money en Sadboi. Het is een nummer uit het genre nederpop. In het lied zingen de artiesten over hoe een leuke avond de verschillende problemen die men kan hebben, zoals het einde van een relatie, kan doen vergeten. De titel van het nummer is geïnspireerd door een internetmeme, waarin een persoon wordt gebeld met de vraag waar hij is en daarop antwoordt: "We at? Oh you wanna know where i'm at? We outside!".
Het was niet de eerste keer dat de twee artiesten met elkaar samenwerken. Dit deden zij eerder al op het nummer Solo. Ze herhaalden hun samenwerking in 2024 op Verpest.

## Hitnoteringen
De artiesten hadden succes met het lied in Nederland. Het piekte op de achttiende plaats van de Single Top 100 en stond acht weken in deze hitlijst. De Top 40 werd niet bereikt; het lied bleef steken op de vierde plaats van de Tipparade.